# Formostenus cherraensis
Formostenus cherraensis är en stekelart som beskrevs av Jonathan 1980. Formostenus cherraensis ingår i släktet Formostenus och familjen brokparasitsteklar. Inga underarter finns listade i Catalogue of Life.